# Sujatha
Sujatha, née le 10 décembre 1952 à Galle (Ceylan, actuellement Sri Lanka) et morte le 6 avril 2011 à Chennai (au Tamil Nadu), est une actrice indienne qui a joué dans des films en langue malayalam, tamoul, télougou, kannada et hindi.

## Récompenses et distinctions
- Nandi Awards
- Filmfare Awards South